# Atherinella hubbsi
Atherinella hubbsi är en fiskart som först beskrevs av Bussing, 1979.  Atherinella hubbsi ingår i släktet Atherinella och familjen Atherinopsidae. Inga underarter finns listade.